# Autoroute A-52 (Espagne)
Pour les articles homonymes, voir A52.
L'autoroute espagnole A-52 appelée aussi Autovía de las Rías Bajas (Autovia das Rias Baixas) est une autoroute longue de 316 km qui relie O Porriño dans la province de Pontevedra à Benavente.
Elle permet de relier entre autres la Galice et la Castille et Léon par le nord du Portugal.
Également, cette autoroute est un axe majeur permettant de relier tout le nord du Portugal à la France et est par conséquent très empruntée par les nombreux immigrés portugais résidents dans les différents pays d'Europe et rentrant dans leur pays d'origine principalement l'été.
Elle absorbe un fort trafic automobile aux alentours d'Ourense allant jusqu'à 60 000 véhicules par jour aux heures de pointe.
Voir le tracé de l'A-52 sur GoogleMaps

## Tracé
- L'A-52 part du nord de Benavente au croisement entre l'A-6 et l'A-66 et part plein ouest.
- 160 km plus tard, à hauteur de Verin, l'A-52 croise l'A-75 qui est une antenne autoroutière qui permet de relier l'Espagne et le Portugal.
- L'autoroute poursuit ensuite son chemin vers le nord-ouest et arrive à Ourense qu'elle traverse par l'ouest. Peu après cette ville, l' AP-53  en provenance de Saint-Jacques-de-Compostelle vient se connecter à l'autoroute.
- Elle entame sa dernière section vers l'ouest et Vigo, pour rejoindre l'A-55 après 65 km.
- Un dernier tronçon comprenant un tunnel de 2 km est actuellement en travaux jusqu'à Vigo.

## Projet
Il est prévu de prolonger l' A-52  au niveau de la bifurcation avec l' A-55  à O Porrino jusqu'à la banlieue est de la ville en se reconnectant à cette dernière. Ce prolongement va permettre de doubler l'actuelle  A-55  pour la décharger de son trafic à destination du centre-ville.

## Radars fixes
| De Benavente à Vigo | De Benavente à Vigo | De Vigo à Benavente | De Vigo à Benavente |
| PK                  | Vitesse             | PK                  | Vitesse             |
| 123,7               |                     | 254,1               |                     |
| 222                 |                     | 194                 |                     |
| 251,5               |                     | 162,2               |                     |
| 282,6               |                     | 110,6               |                     |
| 305,6               |                     | 99                  |                     |
|                     |                     | 15                  |                     |

## Trafic
| Date      | Trafic (en véhicules par jour en 2012) au PK 2,13 | Trafic (en véhicules par jour en 2012) au PK 22,02 | Trafic (en véhicules par jour en 2012) au PK 46,34 | Trafic (en véhicules par jour en 2012) au PK 72,80 | Trafic (en véhicules par jour en 2012) au PK 218,16 |
| --------- | ------------------------------------------------- | -------------------------------------------------- | -------------------------------------------------- | -------------------------------------------------- | --------------------------------------------------- |
| Janvier   | 5508                                              | 7029                                               | 6972                                               | 7513                                               | 14222                                               |
| Février   | 4876                                              | 6123                                               | 6116                                               | 6909                                               | 14694                                               |
| Mars      | 4819                                              | 6866                                               | 6829                                               | 7587                                               | 15072                                               |
| Avril     | 7200                                              | 9266                                               | 8808                                               | 9815                                               | 15435                                               |
| Mai       | 5333                                              | 6884                                               | 6855                                               | 7626                                               | 14819                                               |
| Juin      | 5946                                              | 7639                                               | 7601                                               | 8410                                               | 15664                                               |
| Juillet   | 9959                                              | 12357                                              | 12159                                              | 13319                                              | -                                                   |
| Août      | 13779                                             | 17398                                              | 18122                                              | 20108                                              | -                                                   |
| Septembre | 6313                                              | 8251                                               | 8205                                               | 12311                                              | 16581                                               |
| Octobre   | 6613                                              | 7757                                               | 7430                                               | 10874                                              | 16378                                               |
| Novembre  | -                                                 | -                                                  | -                                                  | -                                                  | -                                                   |
| Décembre  | -                                                 | -                                                  | -                                                  | -                                                  | -                                                   |

## Trajet

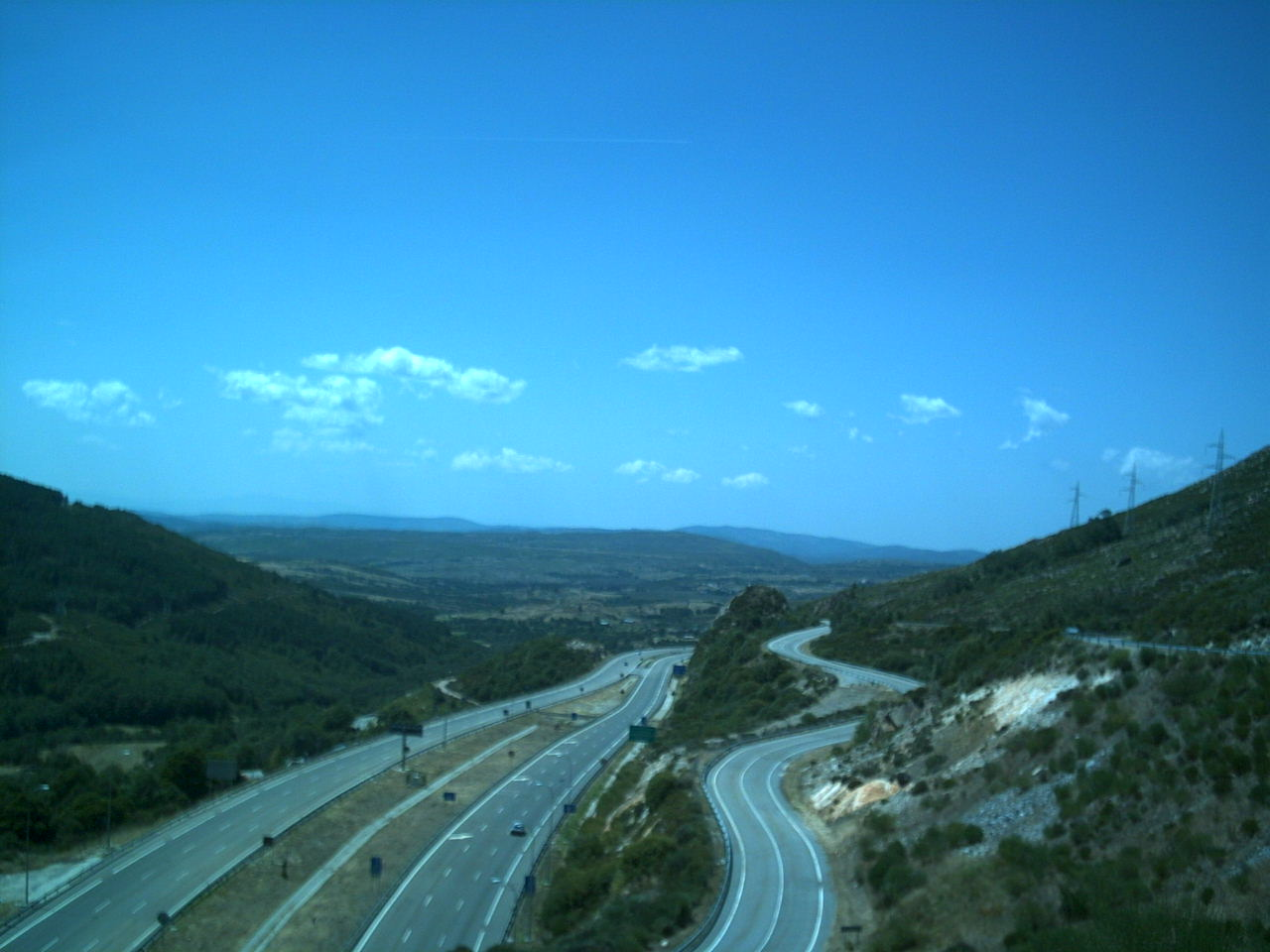
L'A-52 à hauteur de La Canda

De Benavente à Vigo
| Sorties  | Villes                                                                       | Itinéraires                                   |
| -------- | ---------------------------------------------------------------------------- | --------------------------------------------- |
| 1        | Valladolid - Madrid Lugo - La Corogne Léon - Oviedo                          | A-6 A-66                                      |
| 4        | Villabrázaro                                                                 |                                               |
| 6        | Manganeses de la Polvorosa                                                   |                                               |
| 15       | Quiruelas de Vidriales - Quintanilla de Urz                                  |                                               |
| 29       | Camarzana de Tera                                                            |                                               |
| 49       | Zamora                                                                       | N-631                                         |
| 54 57    | Mombuey                                                                      |                                               |
| 75       | Palacios de Sanabria - Otero de Sanabria                                     |                                               |
| 79 85    | Puebla de Sanabria - Portugal (Bragance)                                     | CL-622                                        |
| 91       | Requejo                                                                      |                                               |
|          | Tunnel de Padornelo (630m)                                                   |                                               |
|          | Col de Padornelo (1311m)                                                     |                                               |
| 99 103   | Padornelo                                                                    |                                               |
| 106 107  | Lubián                                                                       |                                               |
| 108      | Chanos                                                                       |                                               |
|          | Tunnel de La Canda (450m)                                                    |                                               |
|          | Col de La Canda (1161m)                                                      |                                               |
| 114 117  | Vilavella                                                                    |                                               |
| 120      | Pereiro - A Mezquita - Portugal (Vinhais)                                    | OU-311                                        |
| 124 129  | O Canizo - A Gudiña                                                          |                                               |
| 132      | Pentes                                                                       |                                               |
| 143      | Vendas Da Barreira - Rios                                                    |                                               |
| 151      | Fumaces - Verín Est                                                          | N-525                                         |
| 155      | Abedes - Verín Est                                                           |                                               |
| 159      | Feces de Abaixo - Portugal (Chaves)                                          | A-75                                          |
| 160      | Verín-Centre - Portugal (Chaves)                                             | N-532                                         |
| 166      | Vilaza - Pazos - Verín Ouest                                                 |                                               |
| 173      | Cualedro - Albarellos - Portugal (Montalegre)                                |                                               |
| 181      | Viladerrei - Trasmiras                                                       |                                               |
| 188      | Xinzo de Limia Est                                                           |                                               |
| 193      | Xinzo de Limia Nord - Portugal (Lindoso)                                     |                                               |
| 202      | Sandias                                                                      |                                               |
| 210      | Allariz                                                                      |                                               |
| 217      | A Merca - A Mezquita - Rante                                                 |                                               |
| 224      | Ourense Sud Celanova - Portugal (Lindoso)                                    | N-525 CG-6                                    |
| 229      | Ourense Centre                                                               | OU-11                                         |
| 233      | Ourense Nord Lugo A-56 - Ponferrada A-76                                     | N-120                                         |
| 240      | Saint-Jacques-de-Compostelle - Donzon                                        | AG-53                                         |
| 241      | O Carballiño - Pontevedra                                                    | N-541                                         |
| (km 249) | Aire de service de Ribadavia (direction Vigo)                                | Aire de service de Ribadavia (direction Vigo) |
| 252      | Ribadavia - Cortegada - Portugal (São Gregorio)                              |                                               |
| 262      | Melón                                                                        |                                               |
| 269      | A Cañiza-Est                                                                 |                                               |
| 271      | A Cañiza-Sud - Portugal (Melgaço) (km 271) Aire de service de A Cañiza       |                                               |
|          | Tunnel do folgoso (2550m)                                                    |                                               |
| 282      | Nieves - A Franqueira                                                        |                                               |
| 291      | O Puzo                                                                       |                                               |
| (km 291) | Aire de service (direction Benavente)                                        | Aire de service (direction Benavente)         |
| 294      | Pontareas - Portugal (Monção)                                                | PO-403                                        |
|          | Soutomaior - Pontevedra Saint-Jacques-de-Compostelle - La Corogne AP-9       | A-57                                          |
| 303      | Cans (es)                                                                    |                                               |
| 305      | O Porriño                                                                    |                                               |
| 306      | Redondela - Arcade (es) - Pontevedra                                         | N-550                                         |
| 307      | Tui - Portugal (Valença) Vigo Pontevedra - Saint-Jacques-de-Compostelle AP-9 | A-55                                          |

### Référence
- Nomenclature